# Jakobstraße 26 (Naumburg)

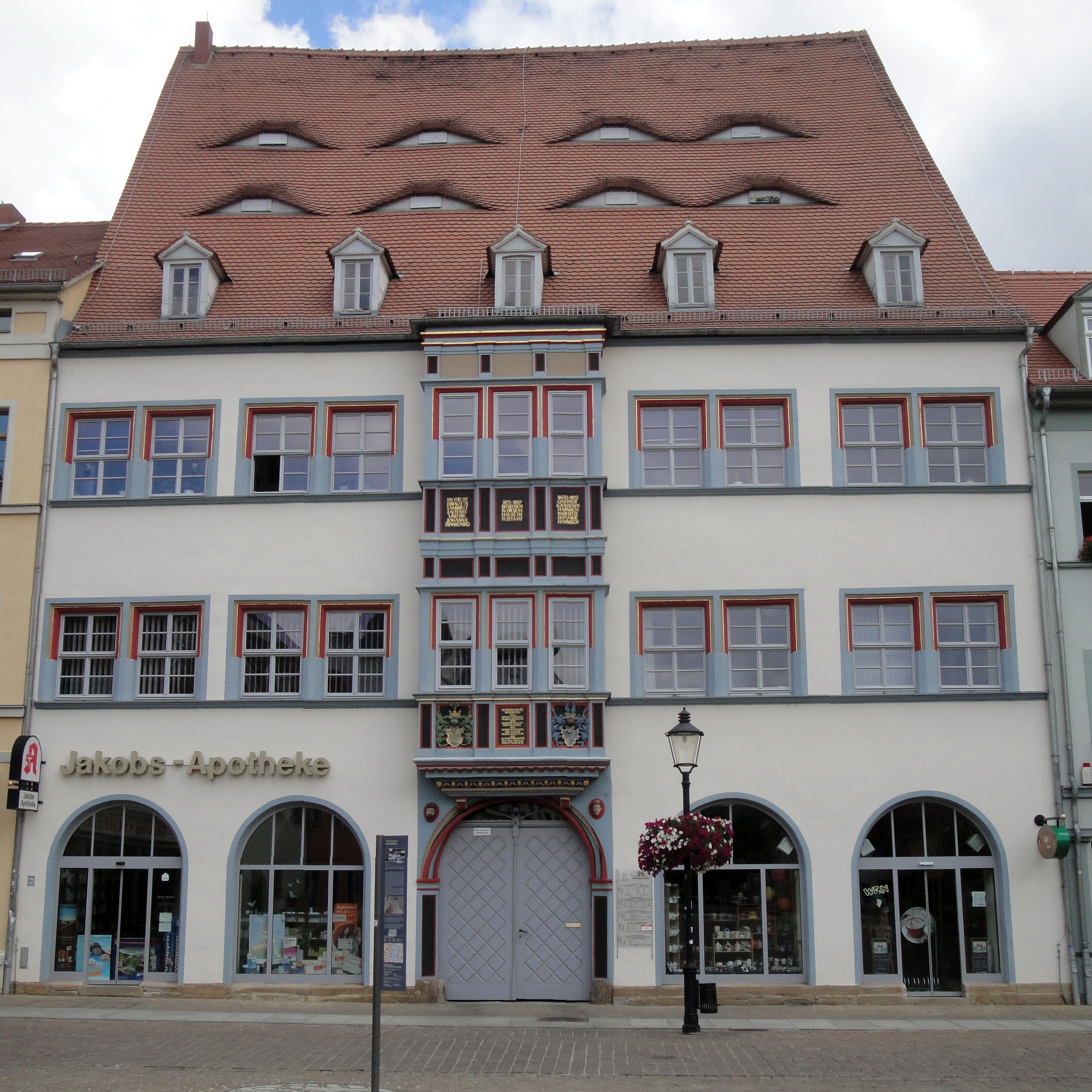
Jakobstraße 26 in Naumburg

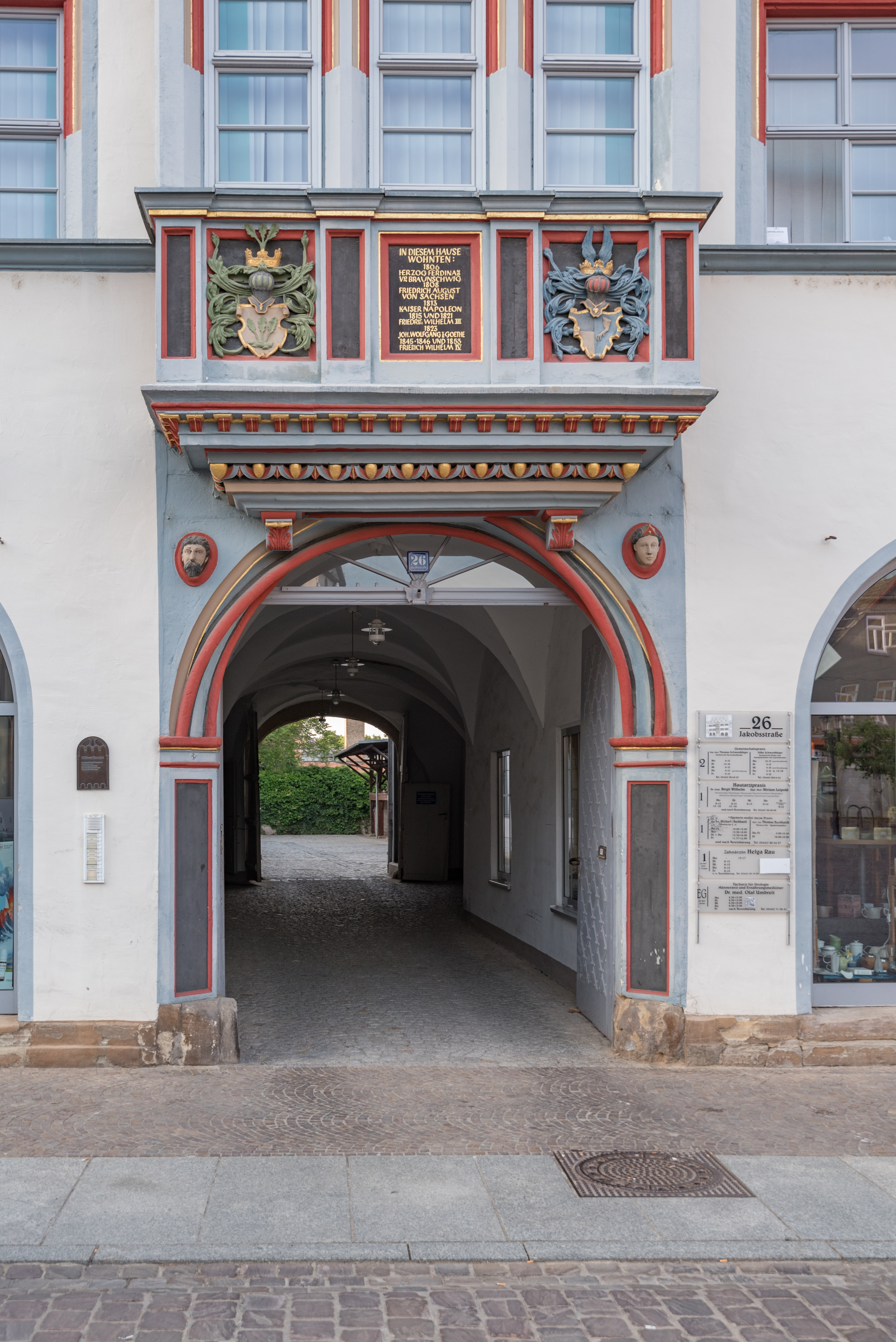
Hauptportal

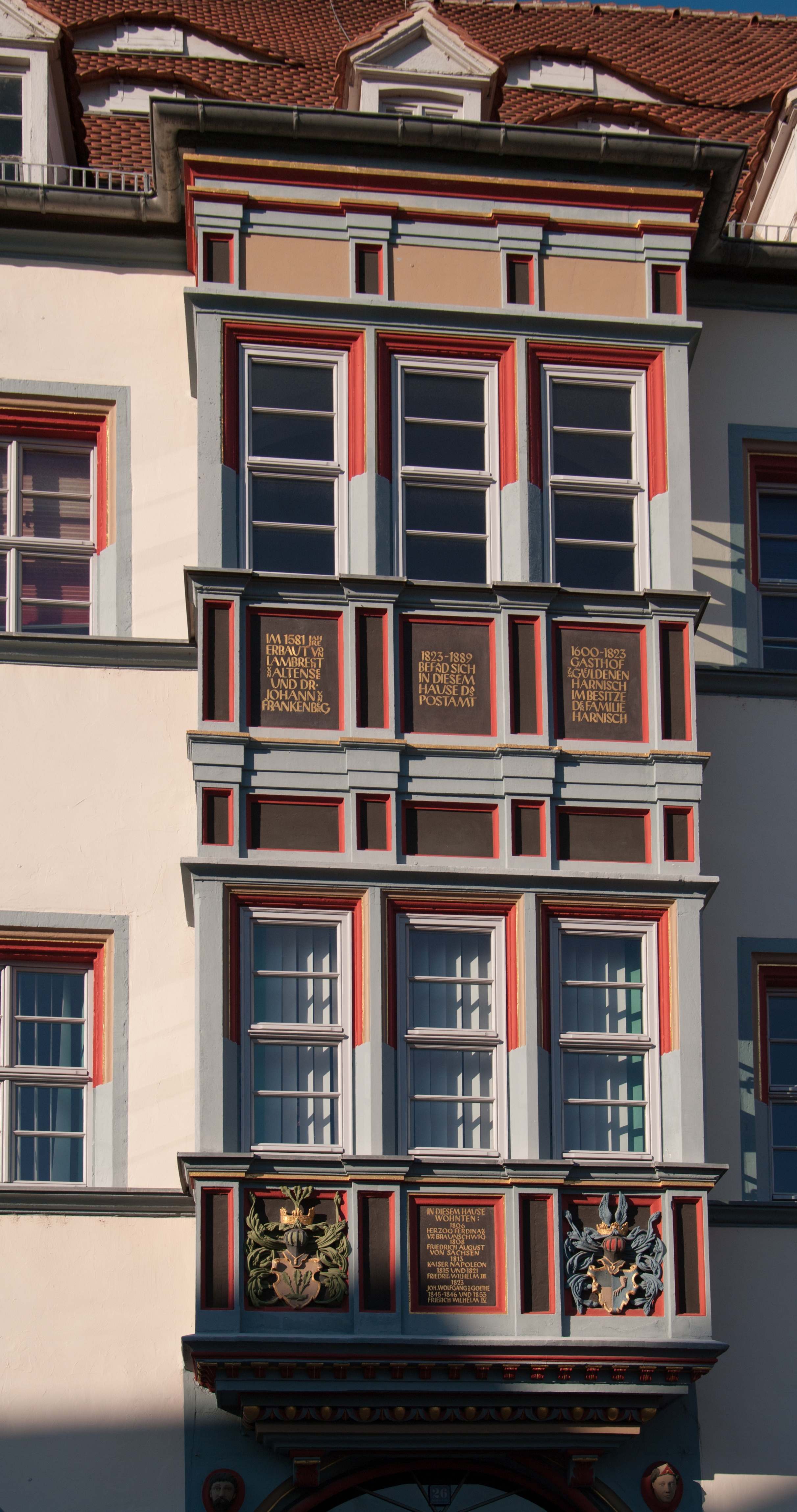
Erker

Das Gebäude Jakobstraße 26 ist ein ehemaliges Postgebäude in der Stadt Naumburg (Saale) im Burgenlandkreis in Sachsen-Anhalt, das heute als Ärztehaus genutzt wird.

## Geschichte
In der sächsischen Zeit gab es in Naumburg mehrere über die Stadt verstreute Poststellen sowie deren Einrichtungen, darunter die Allgemeine sächsische Poststation von 1699 im Gasthof Zum Scheffel am Kramerplatz (die heutige Salztorschule), die mehrfach innerhalb der Stadt umgesiedelt wurde, und die brandenburg-preußische Poststation von 1659 außerhalb der Stadtmauer. In den 1820er Jahren, also nur wenige Jahre nach dem Wiener Kongress, durch den Naumburg an Preußen kam, wurden diese Poststellen in einem Gebäude in der Jakobstraße konzentriert, das für einige Jahrzehnte als Postamt I. Klasse innerhalb der Oberpostdirektion Halle existierte, wohl weil die Stadt im 19. Jahrhundert aufgrund des Oberlandesgerichtes, der Messe und der Lage an der Via Regia von Mainz nach Leipzig ein wichtiger Ort im Süden des preußischen Regierungsbezirks Merseburg geblieben war.
Erbaut wurde das Gebäude in der Jakobstraße spätestens im Jahr 1581 und beherbergte über Jahrhunderte hinweg den Gasthof Güldener Harnisch, der nach der gleichnamigen Familie benannt wurde, da diese als Besitzer in Erscheinung trat. Als Erbauer des Hauses gelten aber Lamprecht von Altensee und seine Ehefrau Margaretha von Frankenburg. Eine weitere Inschrift verweist auf das Jahr 1547, so dass 1581 wohl ein größerer Ausbau stattfand. Um das Jahr 1600 wurde der Gasthof im Gebäude etabliert und bestand als solcher bis zum Jahr 1823. In der Zeit zwischen 1806 und 1823 übernachteten hier unter anderem König Friedrich August von Sachsen (1808), Napoleon Bonaparte (1813) und König Friedrich Wilhelm III. von Preußen (1815, 1821). Auch Johann Wolfgang von Goethe (1823) kehrte hier nachweislich ein. In der Zeit als Poststation übernachtete hier unter anderem König Friedrich Wilhelm IV. von Preußen mehrfach (1845, 1846, 1853).
Das Postamt wurde bald zu beengt, so dass man die im Jahr 1859 hier eröffnete Telegrafenstation in den Jahren 1869 bis 1876 an den Lindenring auslagerte, bevor sie in die Jakobstraße zurückkehrte. Etwas mehr als ein Jahrzehnt später, im Jahr 1889, wurde ein neues Postamt an einer anderen Stelle am Lindenring fertiggestellt, das heute aber meist Telegrafenamt genannt wird, weil dieses seit dem 17. Januar 1889 die Telegrafenstation beherbergte. Das Gebäude in der Jakobstraße wird seit diesem Neubau – aber insbesondere nach der Errichtung eines weiteren neuen Postamtes in den 1930er Jahren am heutigen Heinrich-von-Stephan-Platz – zur Unterscheidung von den jeweils jüngeren Gebäuden Alte Post genannt, was auch weiterhin üblich ist, obwohl das Haus heutzutage ein Ärztehaus ist, in dem sich auch die Jakobs-Apotheke befindet. Die Fassade wurde in den Jahren 1926 und 1927 verändert.

## Baubeschreibung
Trotz seines Alters gilt das dreigeschossige Traufenhaus noch immer als prägendes Gebäude am Holzmarkt, der sich südlich der Jakobstraße befindet. Die fünf Achsen sind breit gestaltet und weisen im Erdgeschoss hohe Rundbögen auf, wohingegen sich in den Obergeschossen je mehrere Fenster pro Achse befinden. Am zentralen Erker, der sich über die beiden Obergeschosse erstreckt, sind es drei Fenster, in den anderen Achsen zwei Fenster. Die Laibungen sind jeweils profiliert.
Die horizontale Fassadengliederung wird durch Gesimse und den weißen Putz verstärkt, der die Fenster zusätzlich hervorhebt. Einzig der Erker weist Schmuckelemente in größerem Maße auf. An ihm finden sich Friese, Inschriften, die die Geschichte des Hauses bis zum Jahr 1889 erzählen, sowie Wappensteine der Erbauer in den Brüstungsfeldern. Über dem zentralen Portal wurden Kopfdarstellungen angebracht. Das hohe Dach prägen drei Reihen von Dachgauben, wobei die oberen beiden Reihen mit Fledermausgauben gestaltet wurden, wohingegen die untere aus Giebelgauben besteht.
Im Inneren befinden sich noch Elemente der Renaissancezeit, darunter die Ausmalung des nördlichen Gewölberaumes im Erdgeschoss mit Weinlaubdekor und eine geschnitzte Säule im Saal im zweiten Obergeschoss. Das Gebäude mit der Adresse Jakobstraße 26 steht als Baudenkmal unter Denkmalschutz und ist im Denkmalverzeichnis mit der Nummer 094 80814 als Alte Post erfasst.